# Liste des races de poules européennes
Cette liste regroupe les races de poules européennes officiellement reconnues en France, ainsi que quelques races reconnues au niveau européen.
Par définition, ces races sont domestiques, même si certaines ont des caractères ou des origines sauvages.
- En France, elle est établie par le biais du « standard officiel des volailles » (poules, oies, dindons, canards et pintades), édité par la SCAF, recensent et définissent les critères de sélection et d'exposition des races, et servent de référence aux juges lors de la distribution des prix en concours.

Pour figurer au standard européen, une race doit être reconnue dans au moins deux pays. C'est le standard du pays d'origine qui prévaut lors des concours internationaux.

## Grandes races

### Origines diverses ou inconnues en Europe
- Cou nu (originaire probablement de Hongrie, mais sélectionnée en Allemagne)
- Lakenvelder Allemagne et Pays-Bas
- Padoue
- Sultane (originaire de Turquie et sélectionnée en Allemagne)

### Allemagne
- Augsbourg
- Barbu de Thuringe
- Berg-Schlotter
- Bielefeld
- Chanteur du Berg (Bergische Kräher)
- Combattant du Palatinat
- Coucou d'Allemagne
- Dresde (Poule de)
- Faverolles Allemande (autosexable)
- Frisée et huppée d'Annaberg
- Hambourg Très bonne pondeuse
- Lakenfelder Bonne pondeuse et pour la chair (grande finesse)
- Langshan Allemande
- Leghorn moderne
- Mouette de la Frise orientale
- Niederrheiner
- Ramelsloher
- Reich (Poule du)
- Rhénane
- Saxe (Poule de)
- Sundheimer
- Vogtlander
- Vorwerk
- Poule de Westphalie

### Autriche
- Altsteirer
- Sulmtaler

### Belgique
- Ardennes Bonne pondeuse
  - avec et sans queue
- Braekel
- Brabançonne
- Combattant de Bruges
- Combattant de Liège
- Combattant de Tirlemont
- Coucou de Malines, pour la chair (production rapide)
  - Malines à tête de dindon
- Coucou d'Izegem
- Coucou des Flandres
- Famennoise
- Fauve de Hesbaye
- Herve (poule de)
- Poule de Herve, bonne pondeuse
- Poule d'Aarschot
- Poule de la vallée de Zwalm
- Zingem (pondeuse de)
- Zingem (poulet de chair de)
- Poule de Zottegem
  - pour la Belgique, voir également les races naines

### Espagne
- Poule Andalouse Très grande pondeuse et race d'agrément
- Poule des Asturies (NH)
- Poule Castillane bonne pondeuse
- Combattant espagnol
- Coq gris du Léon
- Coq indien du Léon
- Empordanesa
- Espagnole à face blanche Bonne pondeuse et race d'agrément
- Euskal oiloa
- Poule de Majorque (NH)
- Poule de Minorque Très grande pondeuse
- Penedesenca
- Poule de Prat
- Sobrarbe (NH)
- Sureña (NH)
- utrerana (NH)

### France
- Alsacienne (l') (bonne pondeuse), (bonne chair)
- Poule d'Aquitaine
- Ardennaise (l') (bonne pondeuse), (bonne chair)
- Barbezieux pour la chair (grande finesse) et la ponte (+200 œufs/an), "la plus grande de toutes les races françaises!"
- Bourbonnaise Mixte (Chair et ponte)
- Bourbourg
- Bresse-Gauloise, très grande pondeuse, excellente chair (grande finesse)
- Caumont Mixte (Chair et ponte)
- Caussade Très bonne pondeuse, bonne chair
- Caux disparue, en cours de reconstitution et d'homologation
- Charollaise
- Combattant du Nord, 3 variantes le grand, le petit et le nain
- La poule de Contres
- Coq de pêche du Limousin
- Cotentine
- Coucou des Flandres
- Coucou de France
- Coucou de Rennes Mixte (Chair et ponte)
- Cou nu du Forez
- Courtes-pattes Mixte (Chair et ponte)
- Crèvecœur pour la chair (grande finesse), Mixte (Chair et ponte)
- Poule de Dampierre (NH)
- Estaires Bonne pondeuse, bonne couveuse, chair fine, variétés :
- Faverolles française Pour la chair (croissance rapide) (autosexable)
- Gasconne Très bonne pondeuse
- Gâtinaise Mixte (Chair et ponte)
- Gauloise Dorée Bonne pondeuse
- Géline de Touraine
- Gournay Très bonne pondeuse, Mixte (Chair et ponte)
- Hergnies gris foncé
- Houdan pour la chair (grande finesse), Mixte (Chair et ponte)
- Janzé
- La Flèche Pour la chair (grande finesse), Mixte (Chair et ponte)
- Landaise (race de poule)
- Le Mans Pour la chair (grande finesse), Mixte (Chair et ponte)
- Lyonnaise: plumage frisé
- Mantes Mixte (Chair et ponte)
- Marans Œufs extra-roux
- Merlerault
- Meusienne
- Noire du Berry
- Noire de Challans
- Pavilly

### Italie
- Ancône
- Leghorn (4 types, 4 standards: type ancien, moderne, anglais et américain) Très grande pondeuse
- Sicilienne

### Norvège
- Norvège (Poule de)

### Pays-Bas
- Barbu hollandais
- Barnevelder
- Poule de Hollande du nord (anciennement Bleu de Hollande)
- Brabanter
- Poule de Breda
- Poule de Drente
- Poule de Frise
- Hambourg Très bonne pondeuse
- Lakenvelder
- Poule de Twente (Kraienköppe)
- Welsumer

### Portugal
- Poule Noir Lusitanique (NH)
- Poule Pedrês (NH)

### République tchèque
- Bohème
- Tchèque (Poule)

### Roumanie
- Cou nu Poules pondeuses originaires de la Transylvanie

### Royaume-Uni
- Combattant anglais type ancien Race sportive
- Combattant anglais type moderne Race sportive
- Combattant indien Pour la chair (production rapide)
- Dorking Pour la chair (grande finesse), Mixte (Chair et ponte)
- Orpington Mixte (Chair et ponte)
- Red Cap Bonne pondeuse, race très ancienne
- Scotch Grey Mixte (Chair et ponte)
- Sussex  Pour la chair (production rapide), race très ancienne

### RussieetUkraine
- Chanteur de Yourlov
- Noire de Moscou
- Orloff (race de poule)
- Poule de Poltava

### Slovaquie
- Poule d'Orava

### Suisse
- Appenzelloise barbue
- Appenzelloise huppée
- Suisse (Poule de)

### Yougoslavie
- Sombor huppée

### Photos de quelques grandes races Européennes

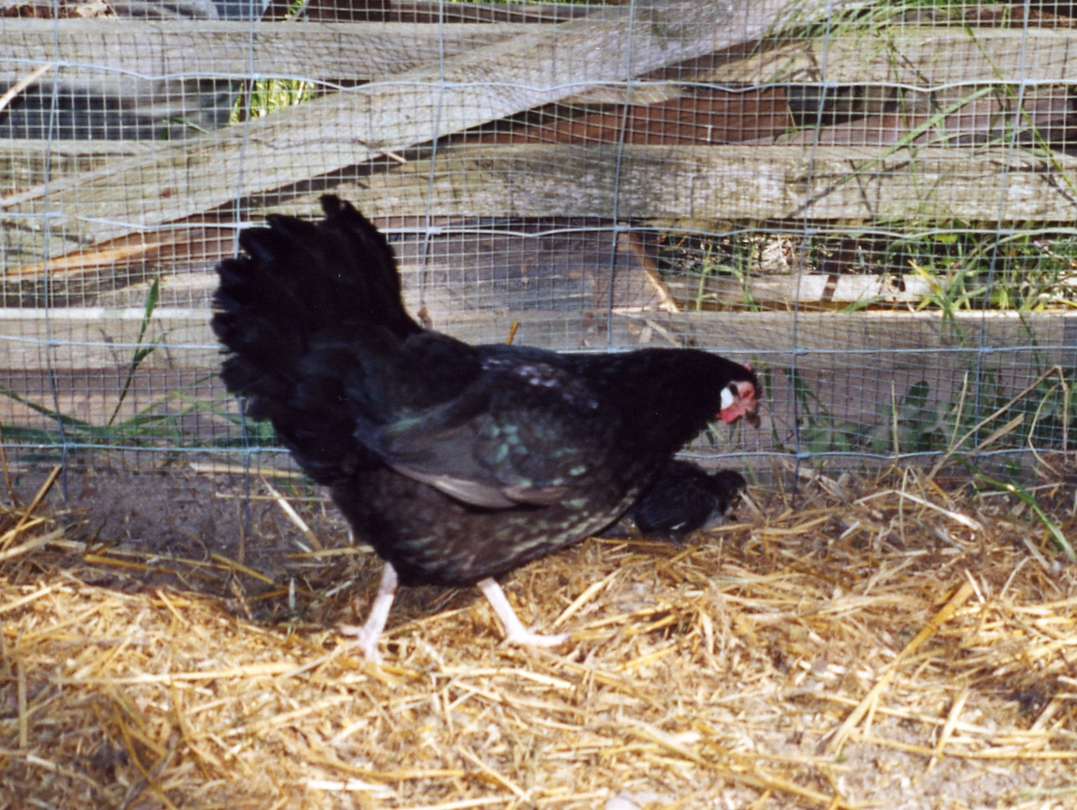
Une poule d'Alsace noire
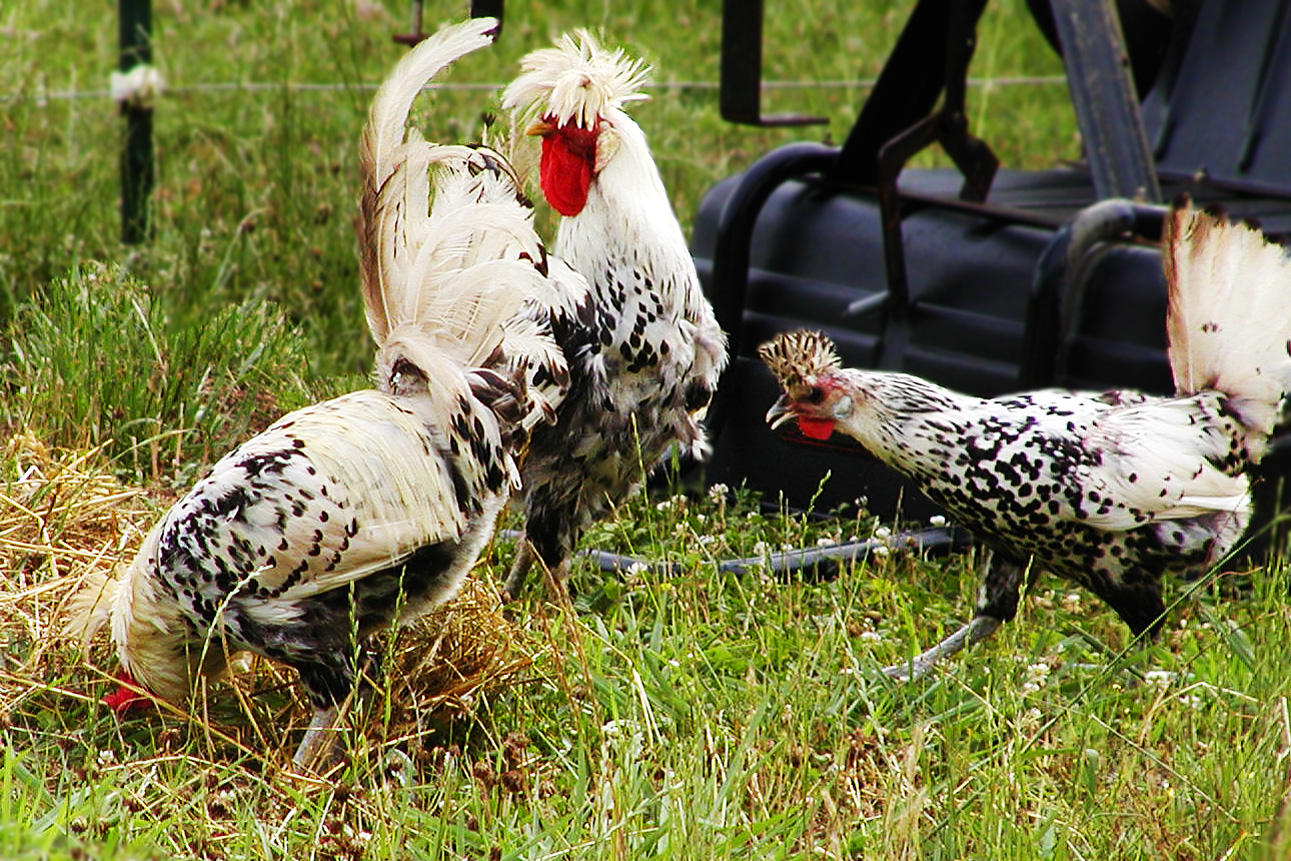
Trio d'Appenzelloise huppée argentée
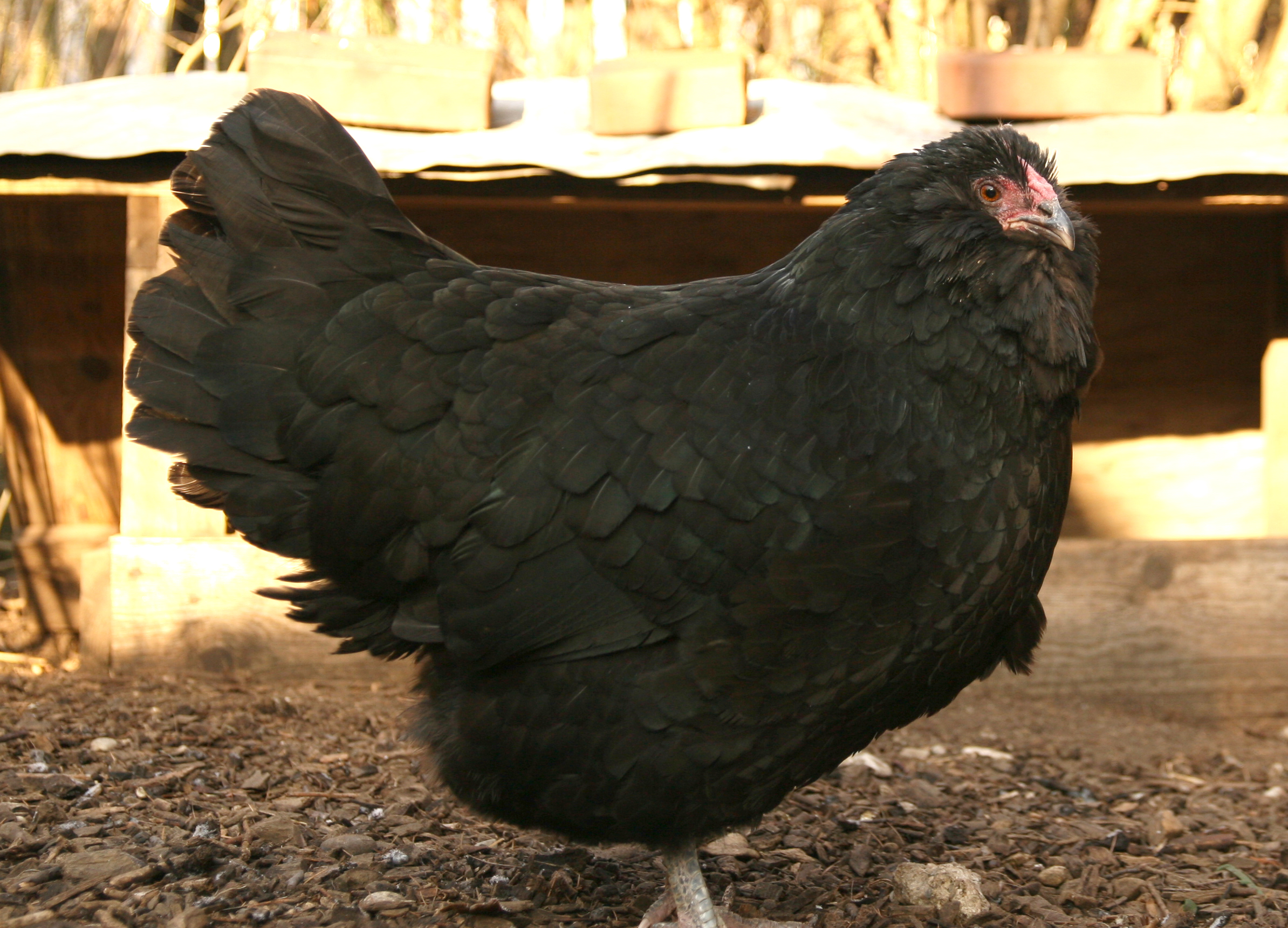
poule Appenzelloise barbue noire
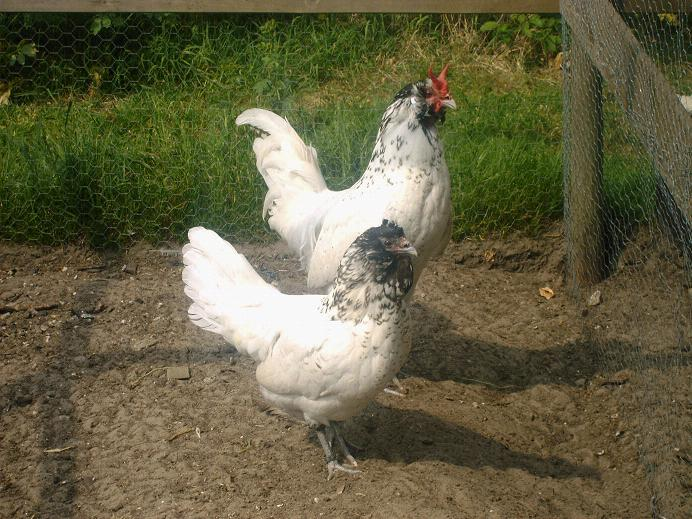
couple de Barbue Hollandaise tête de Maure
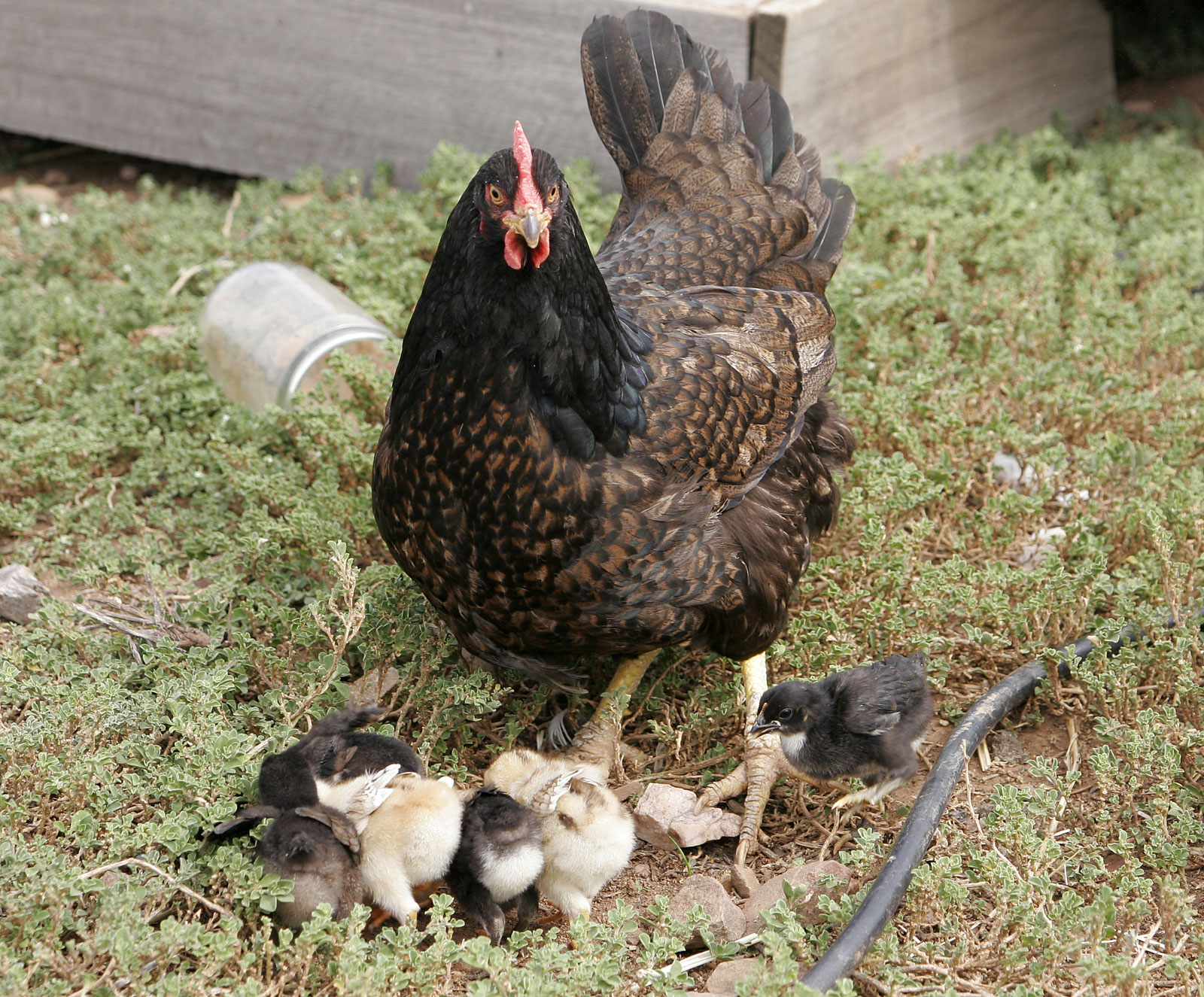
poule Barnevelder et ses poussins
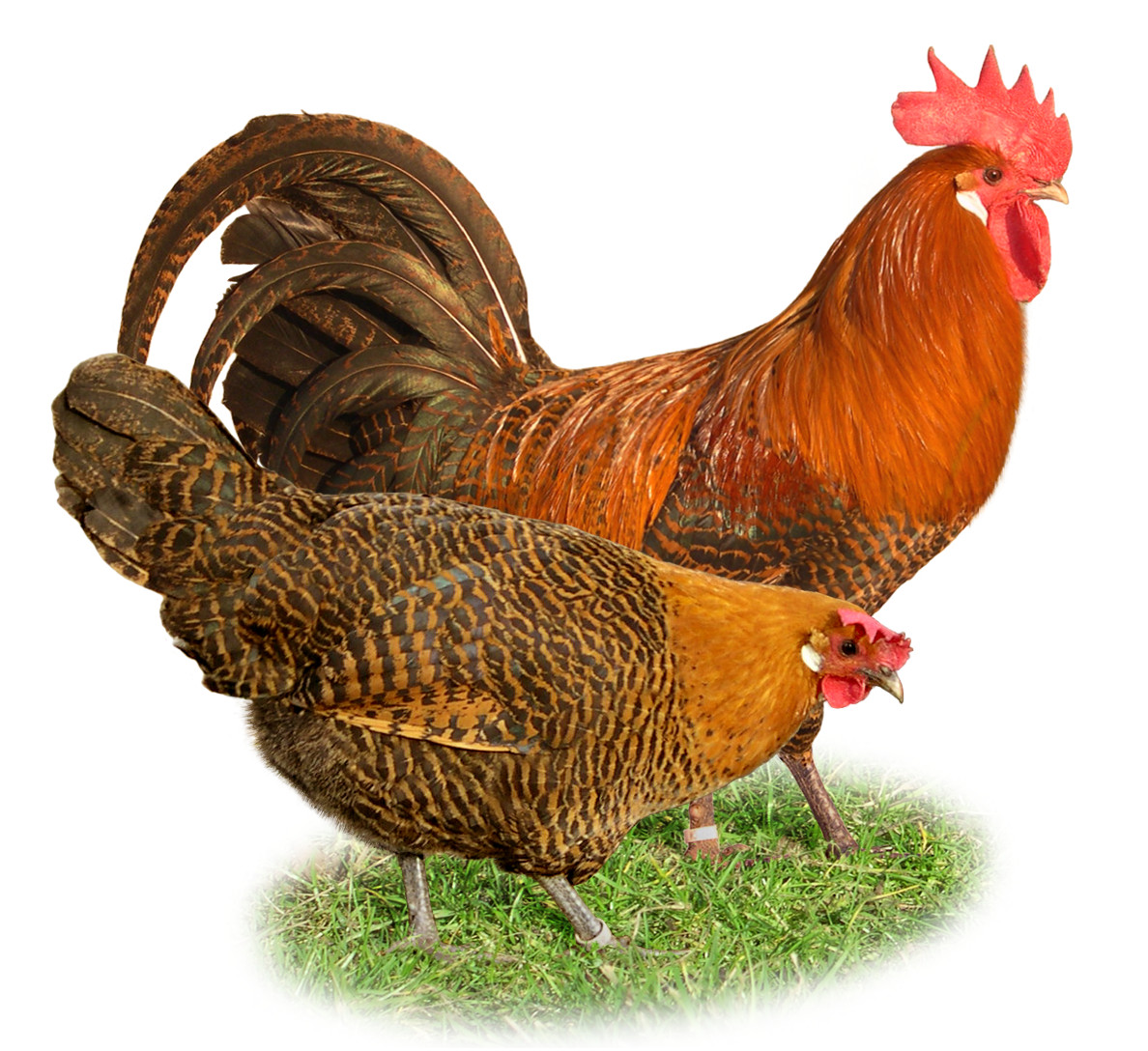
Coq et poule Braekel dorée
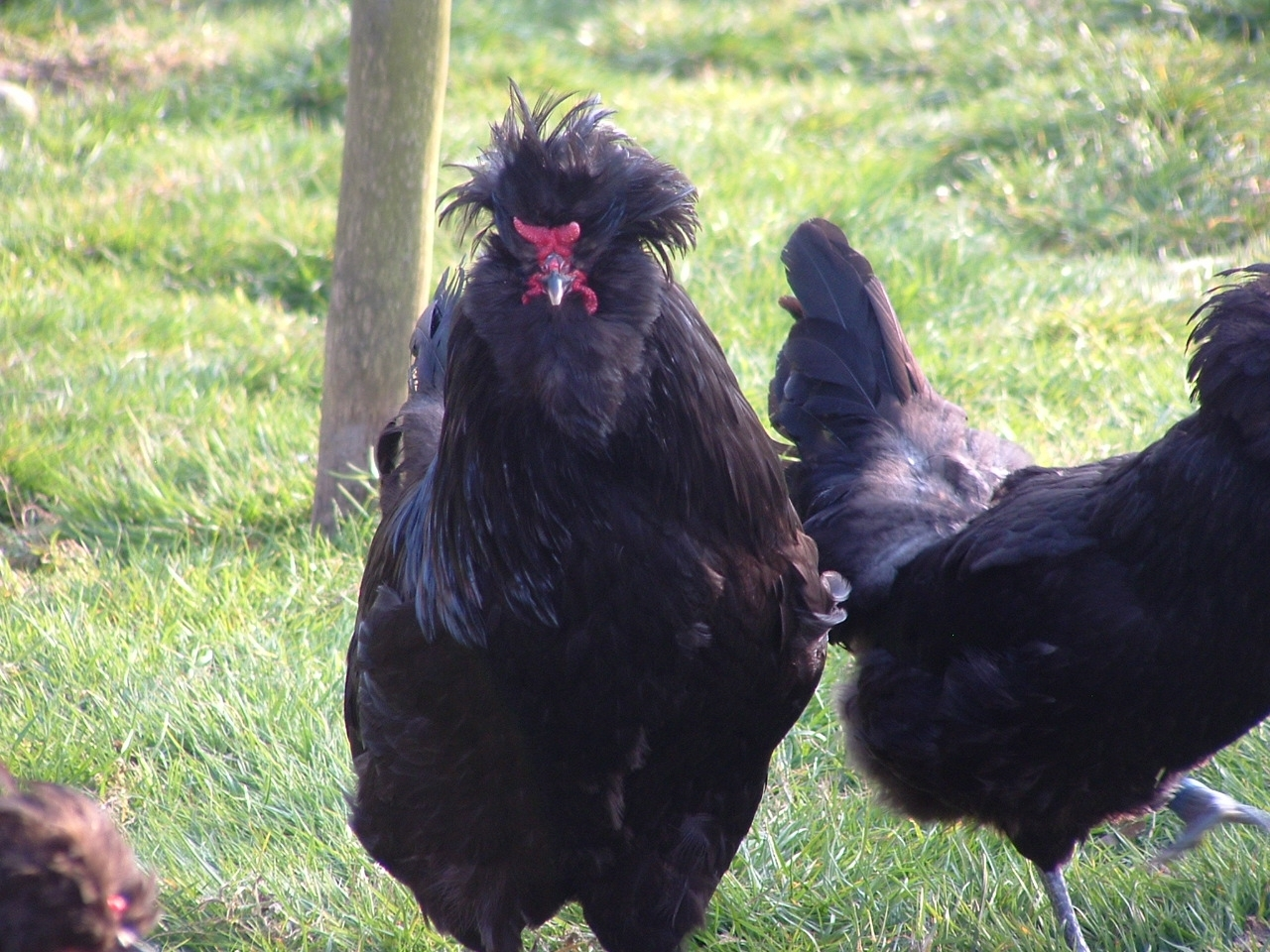
Coq Crèvecœur
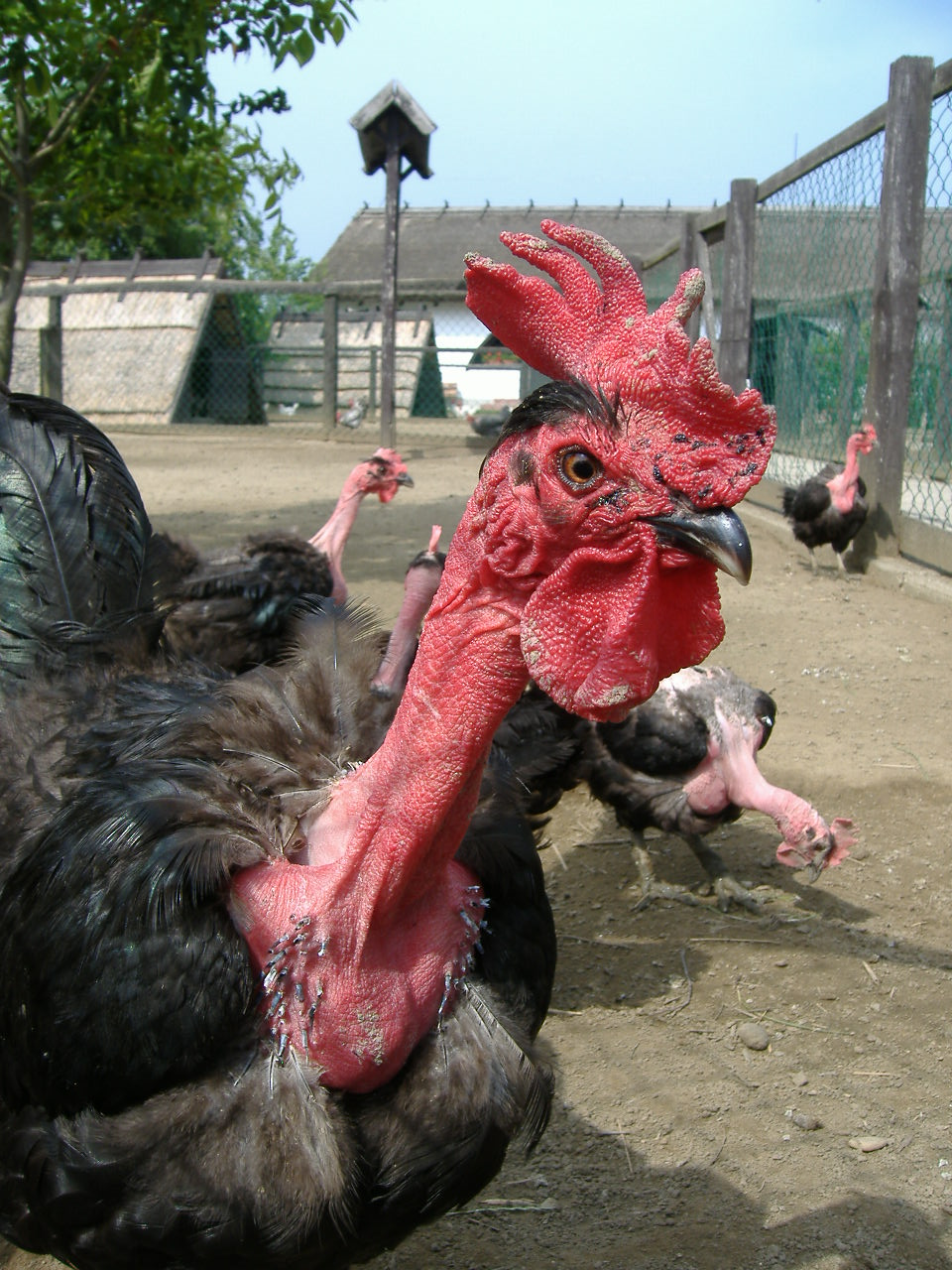
Coq Cou-nu
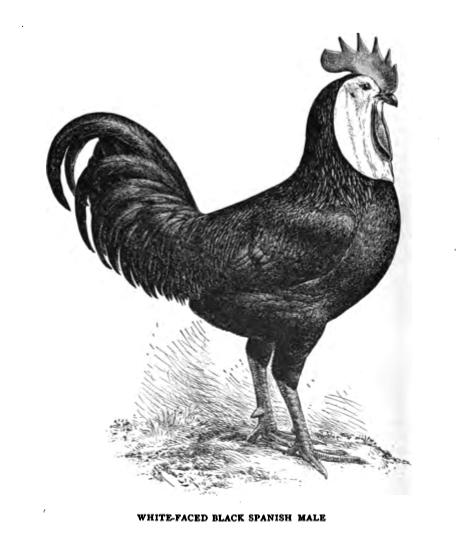
Illustration d'un Coq Espagnol a face blanche
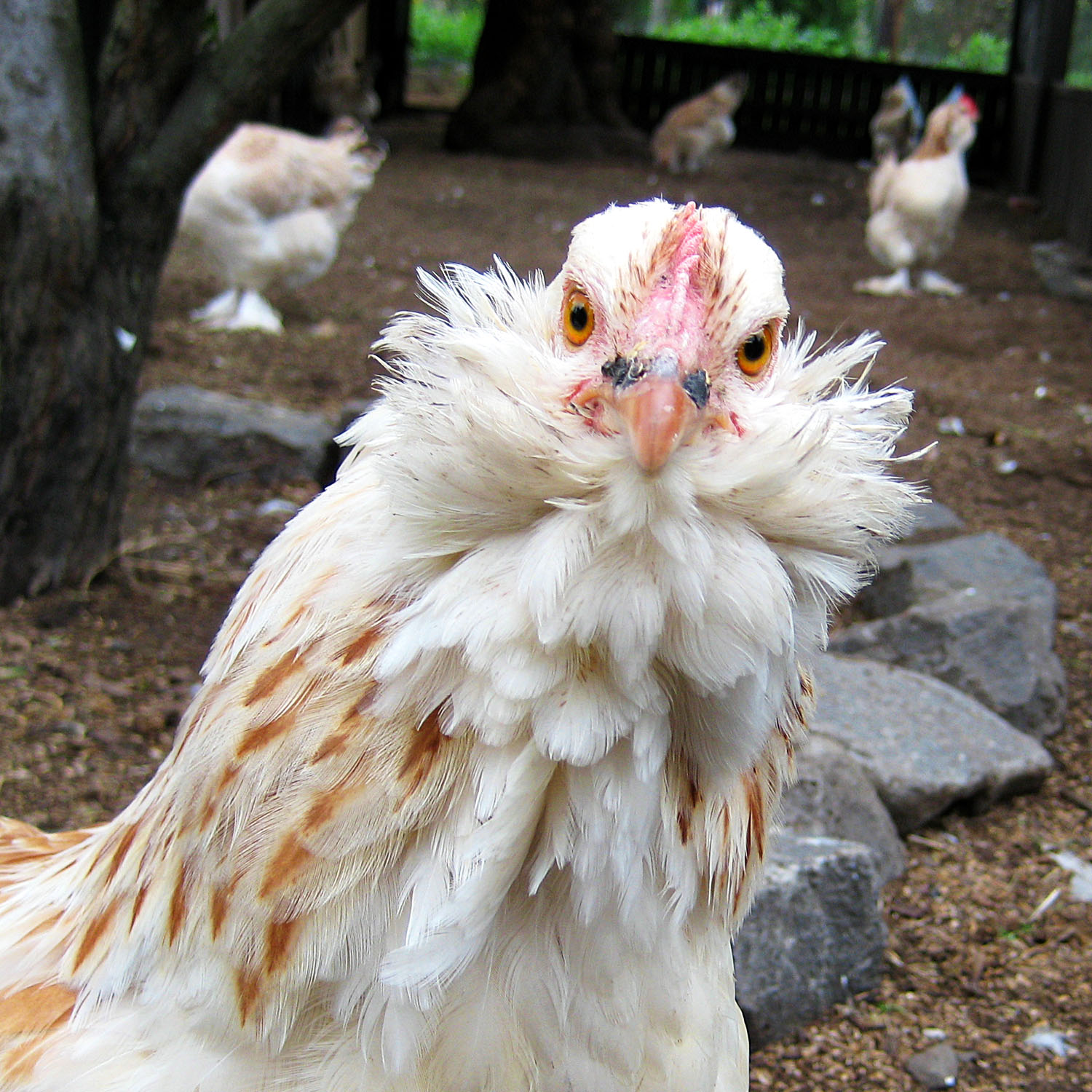
Poule Faverolles claire
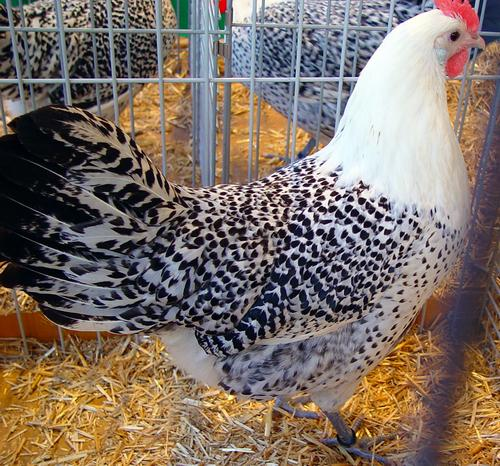
poule de Frise doré crayonnée
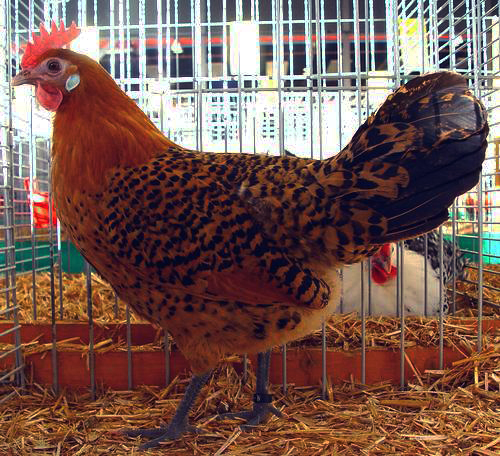
poule de Frise argenté crayonnée
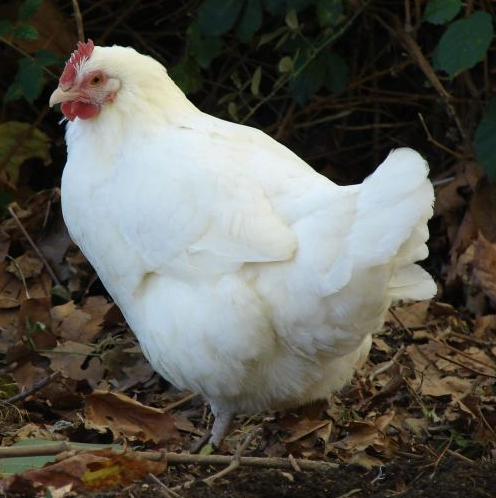
Poule Gâtinaise
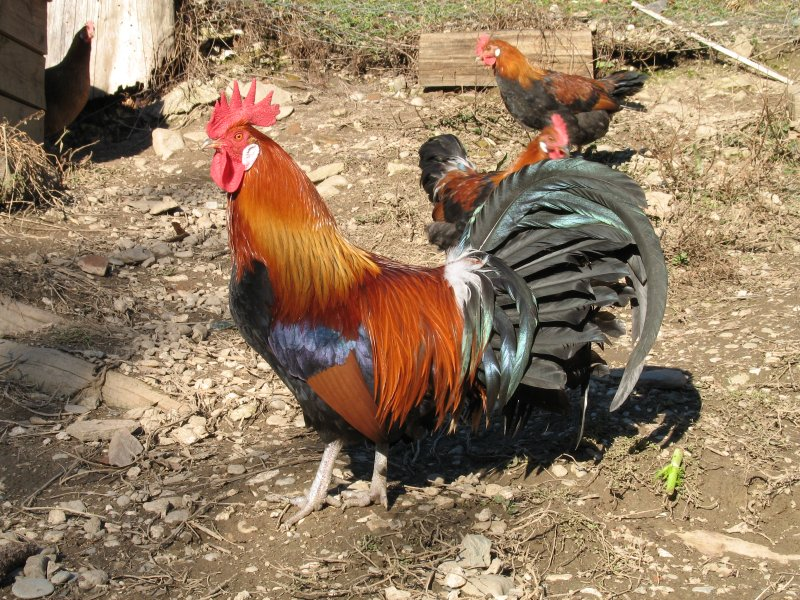
Coq gaulois doré
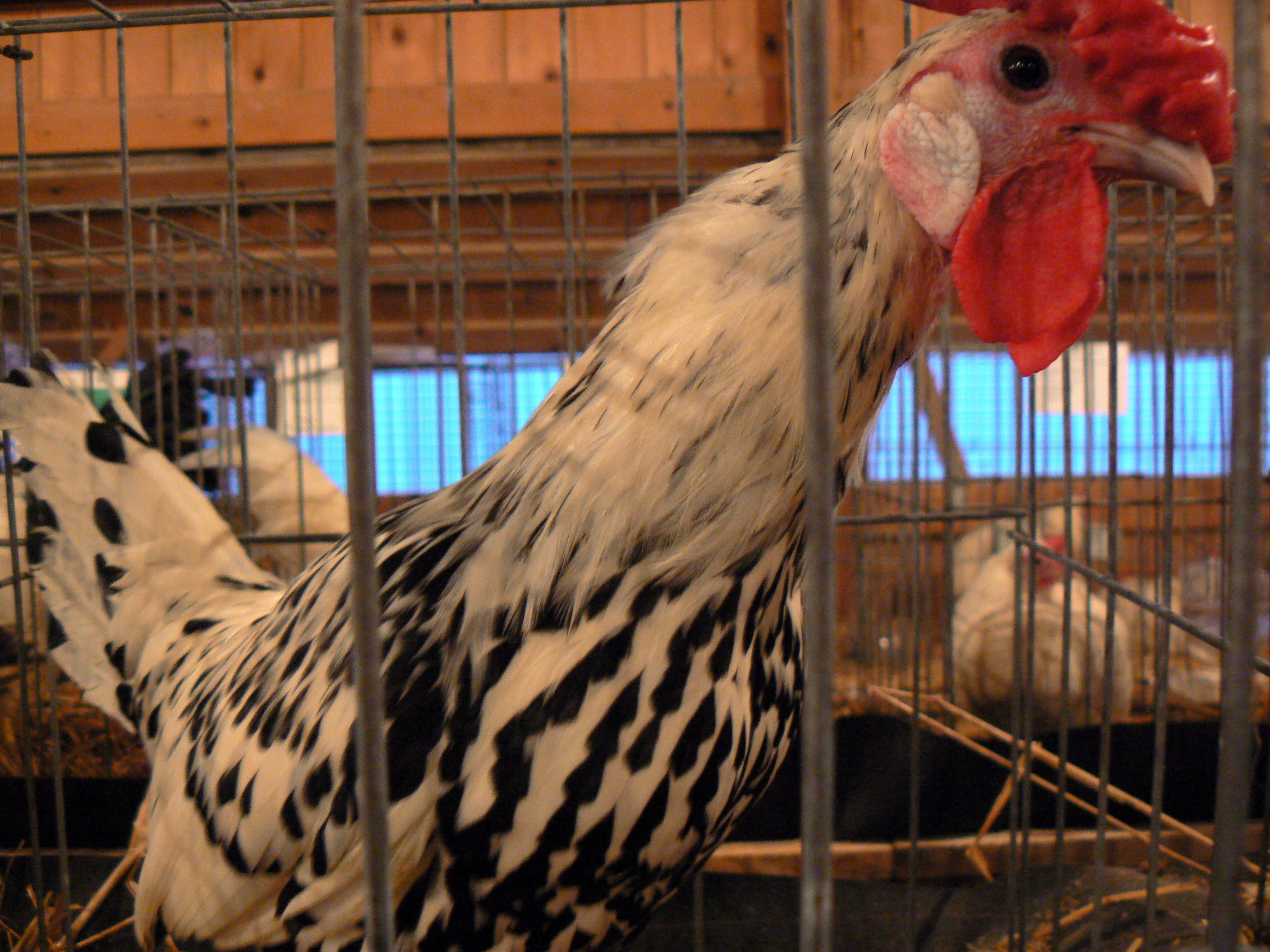
Coq Hambourg argenté
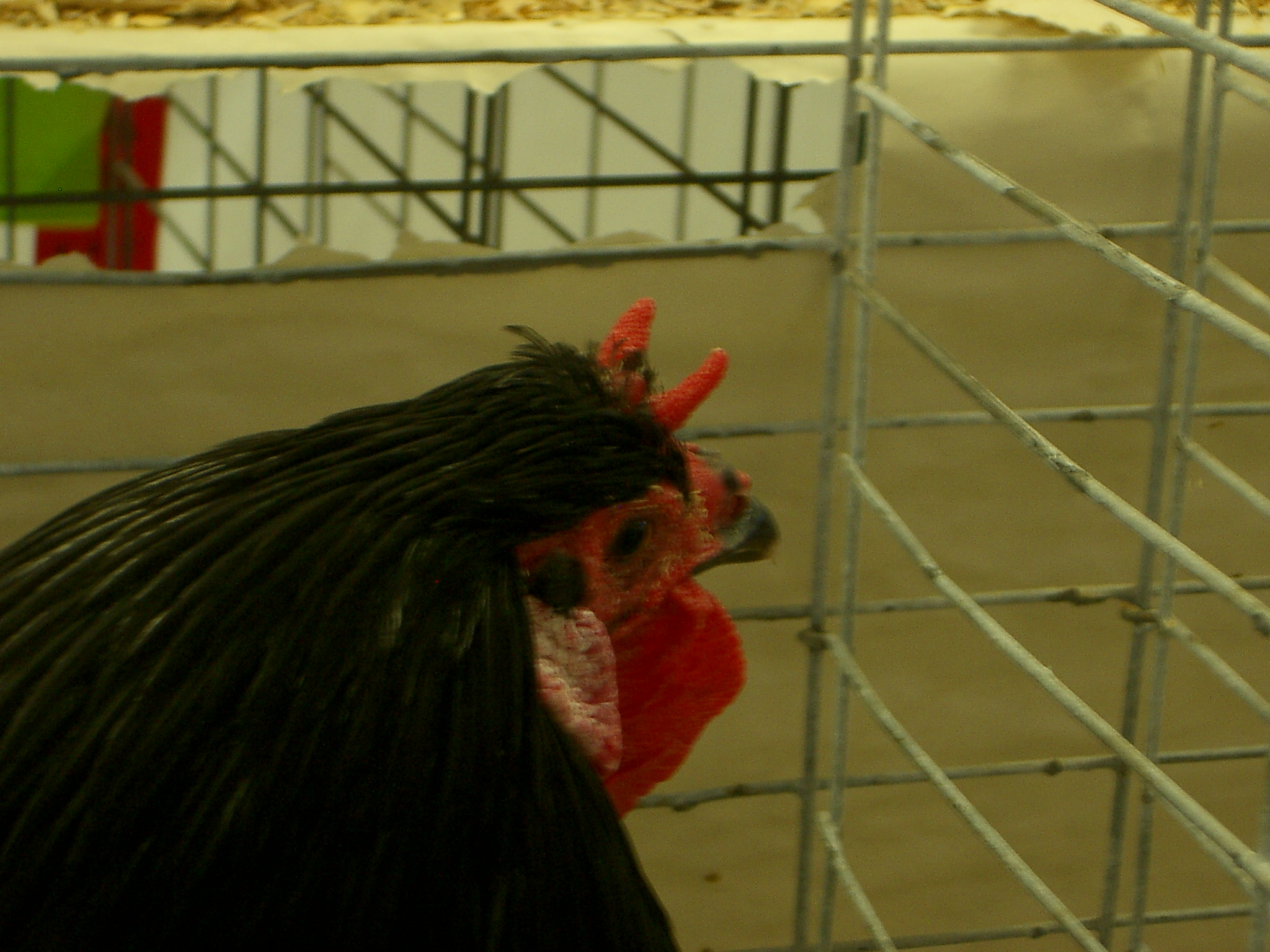
Poule La Flèche noire
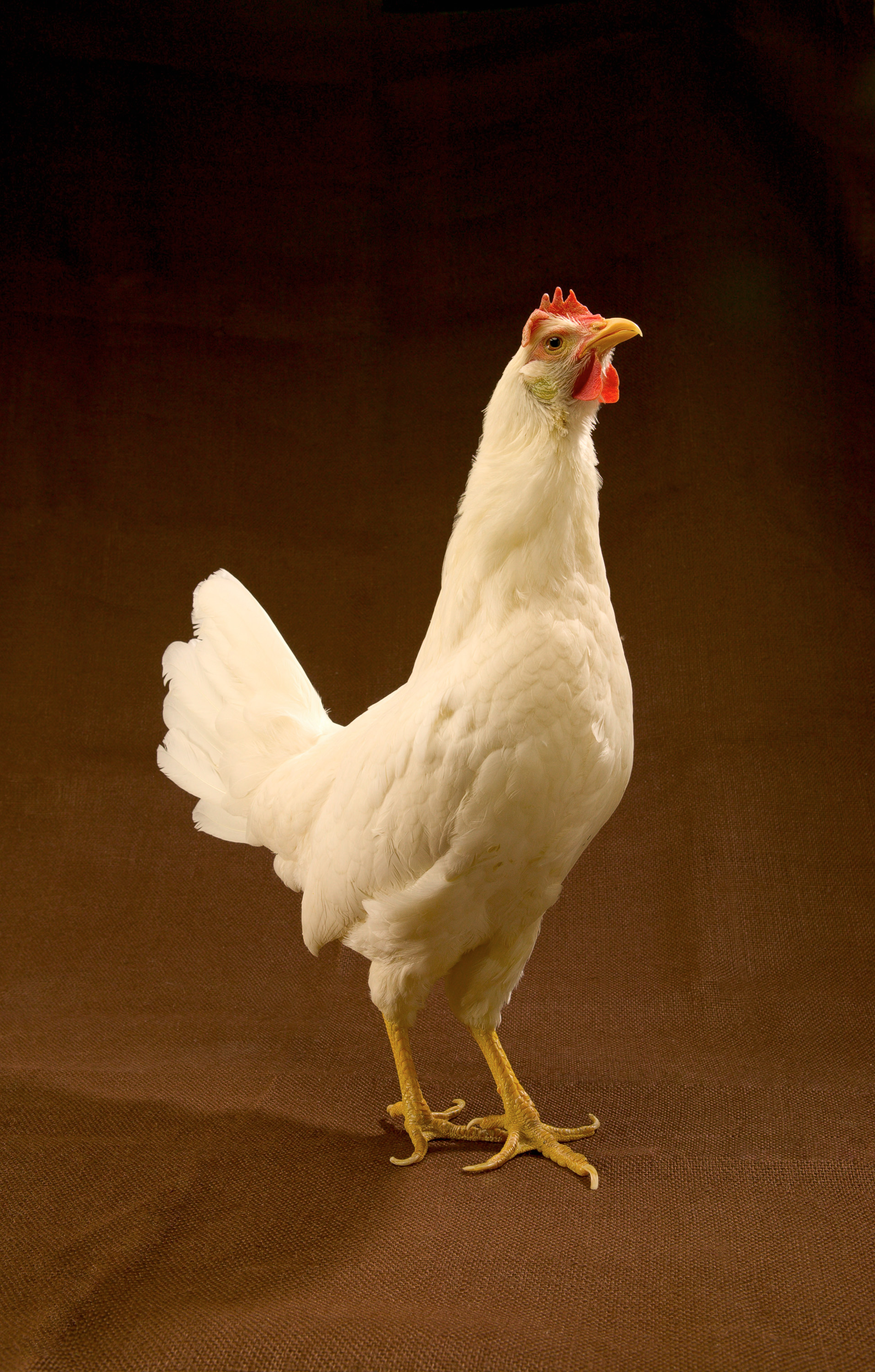
Poule Leghorn blanche
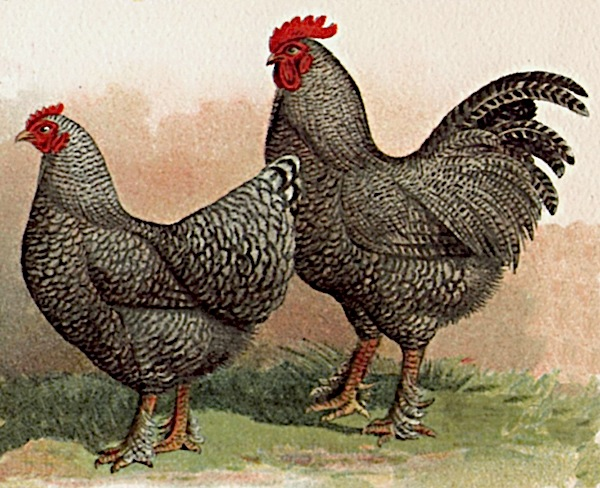
Malines coucou
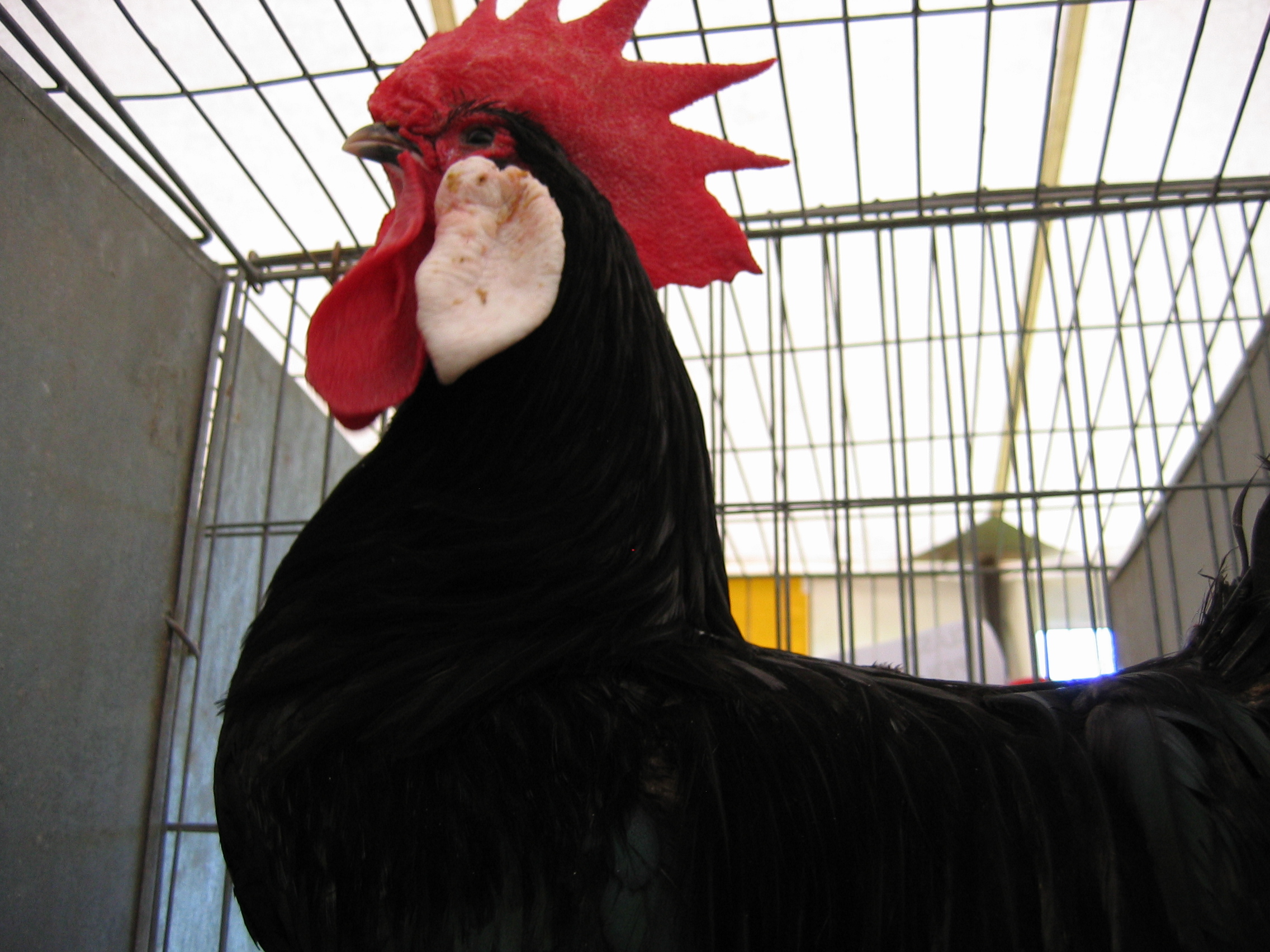
Coq Minorque
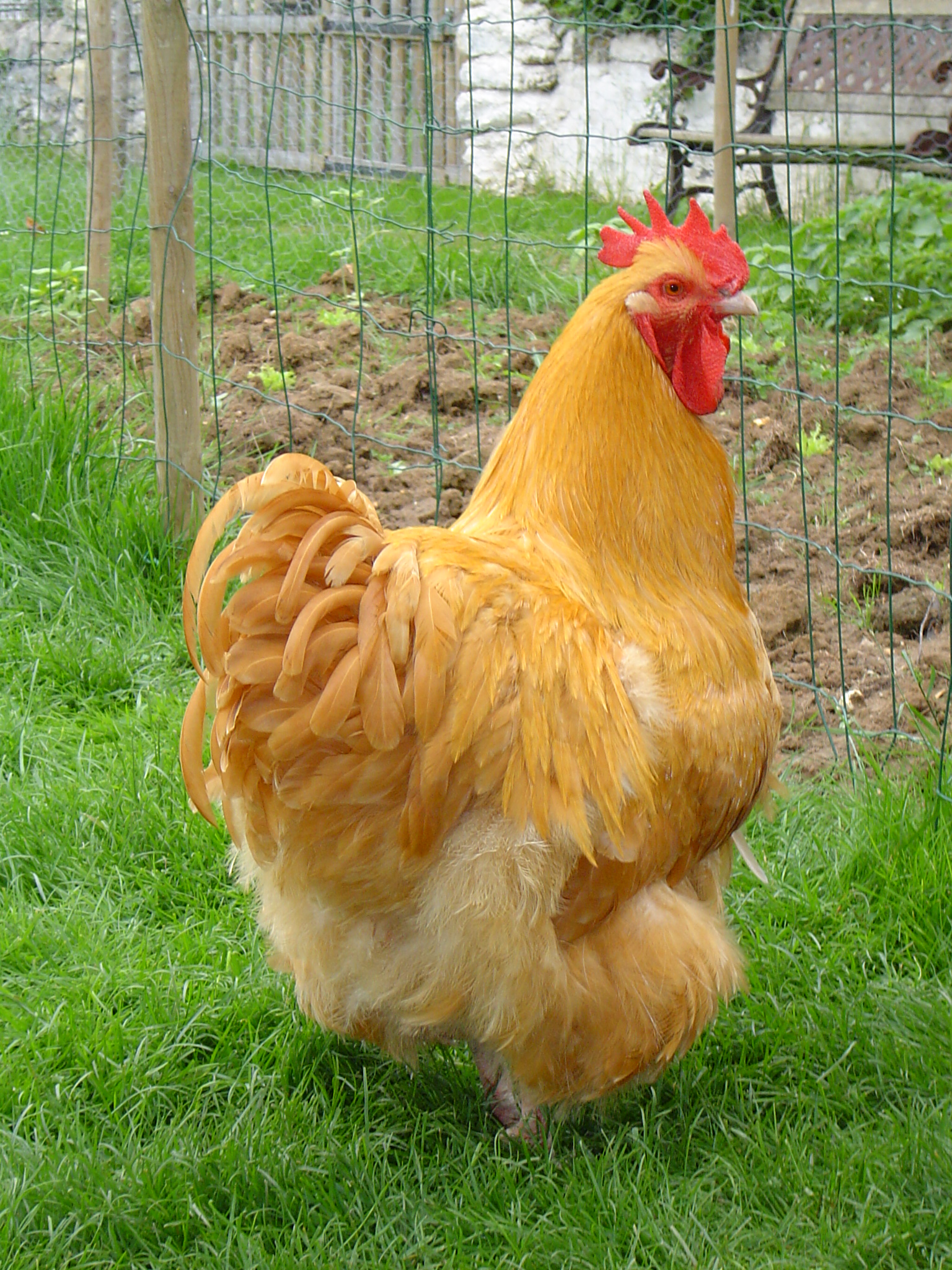
Coq Orpington fauve
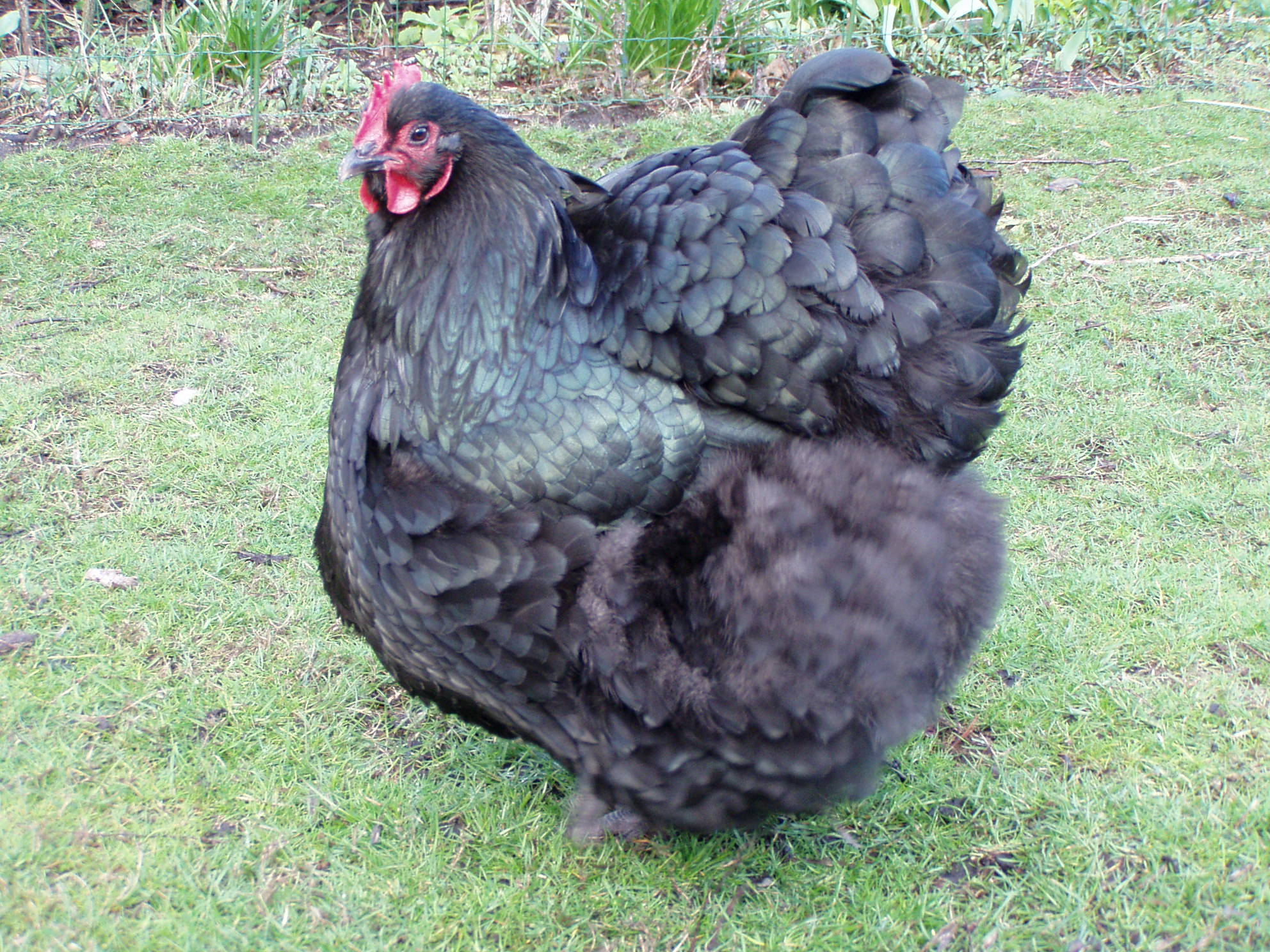
Poule Orpington noire
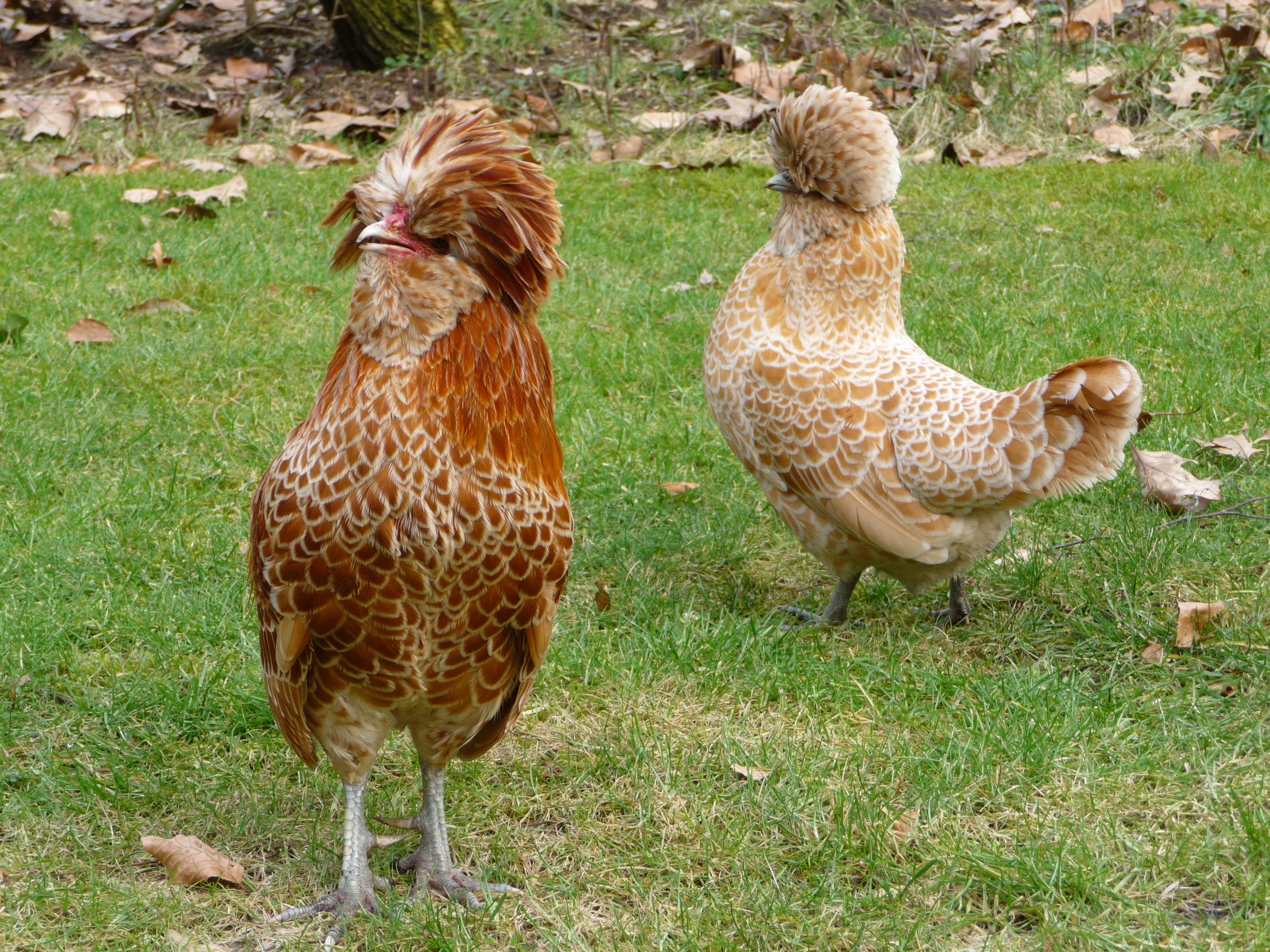
couple de Padoue chamoisée
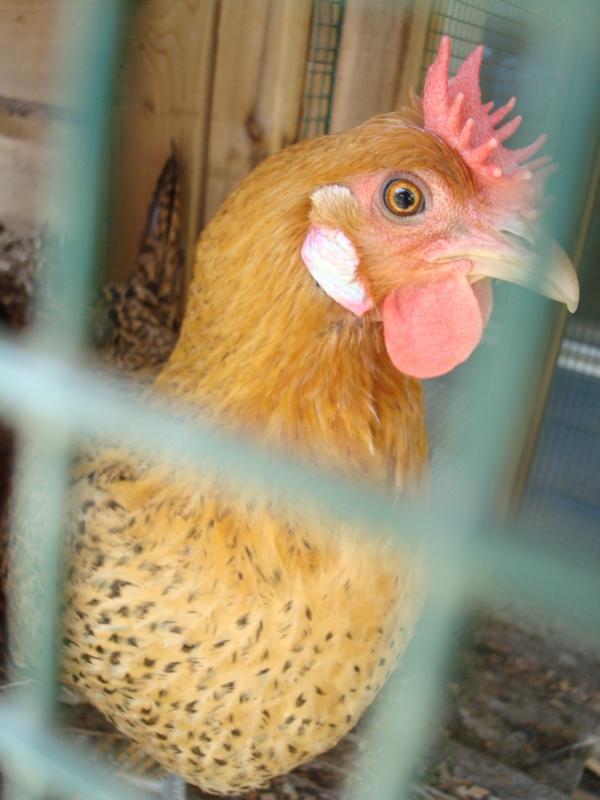
Poule Sicilienne "bouton d'or"
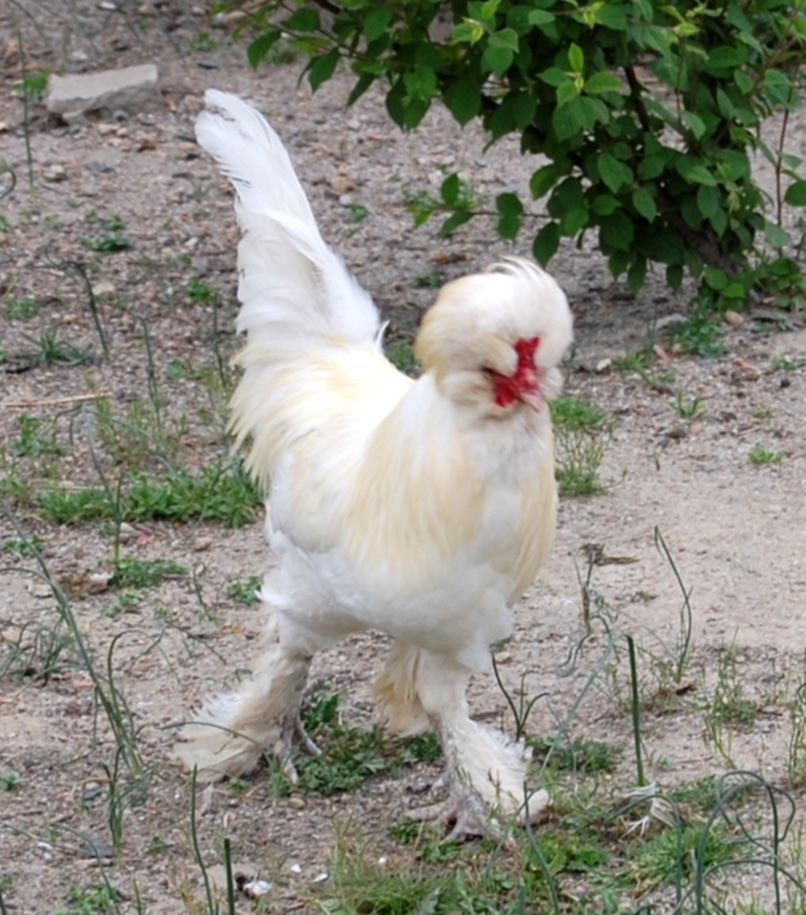
Poule Sultane blanche
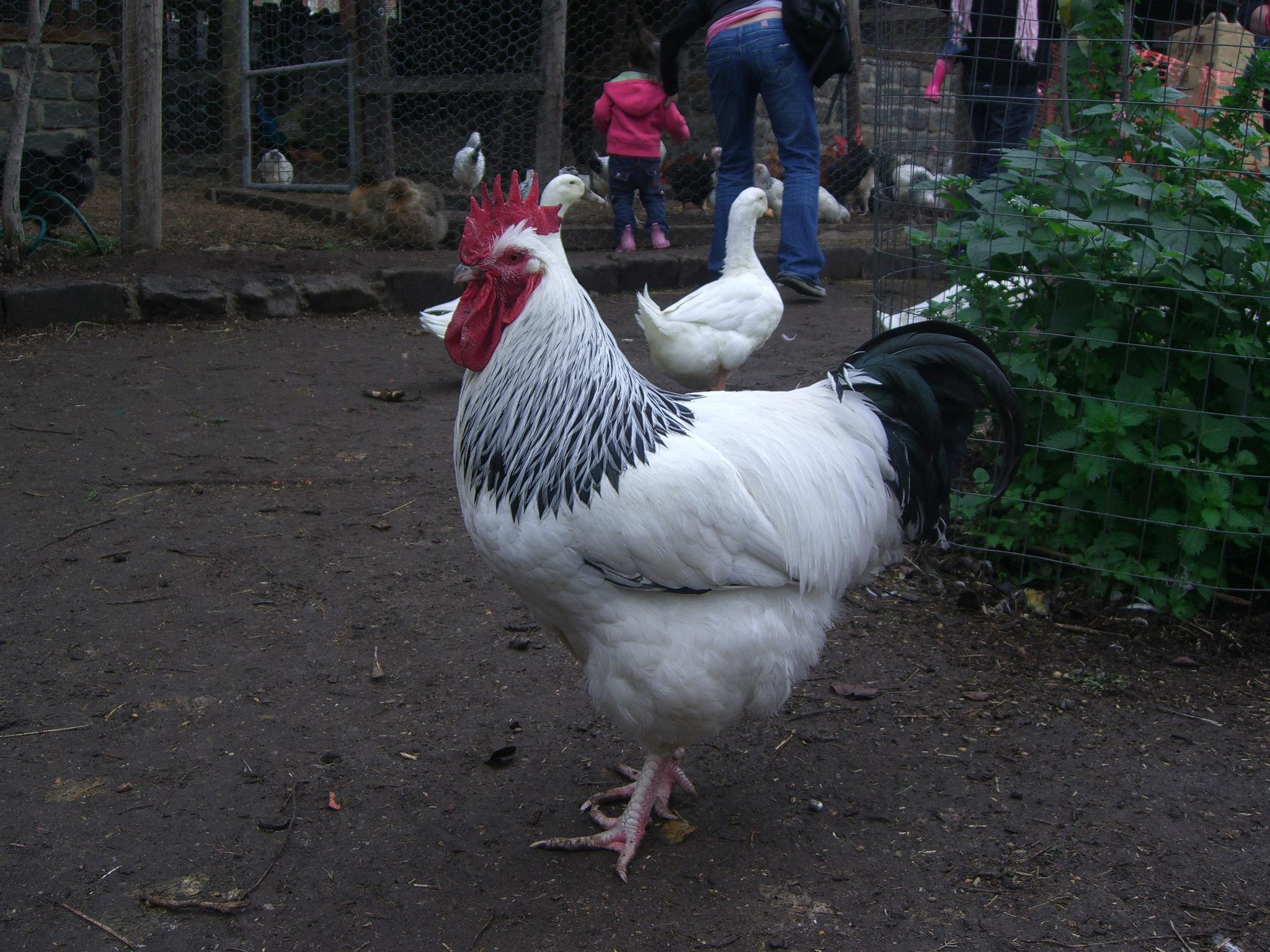
Coq Sussex blanc herminé
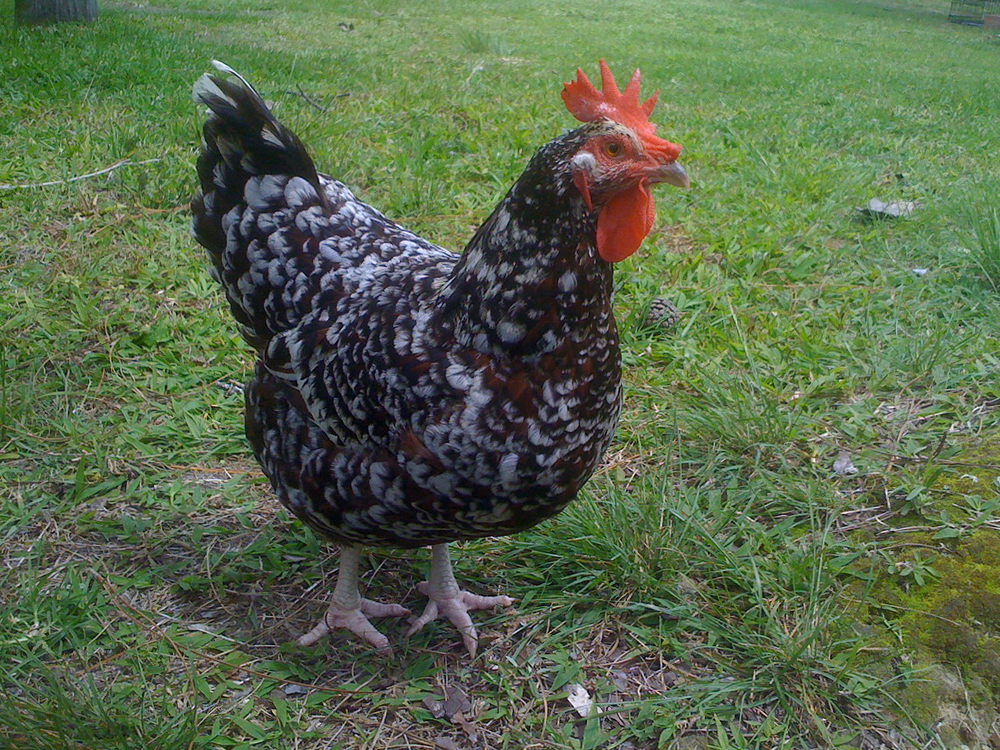
Poule Sussex tricolore
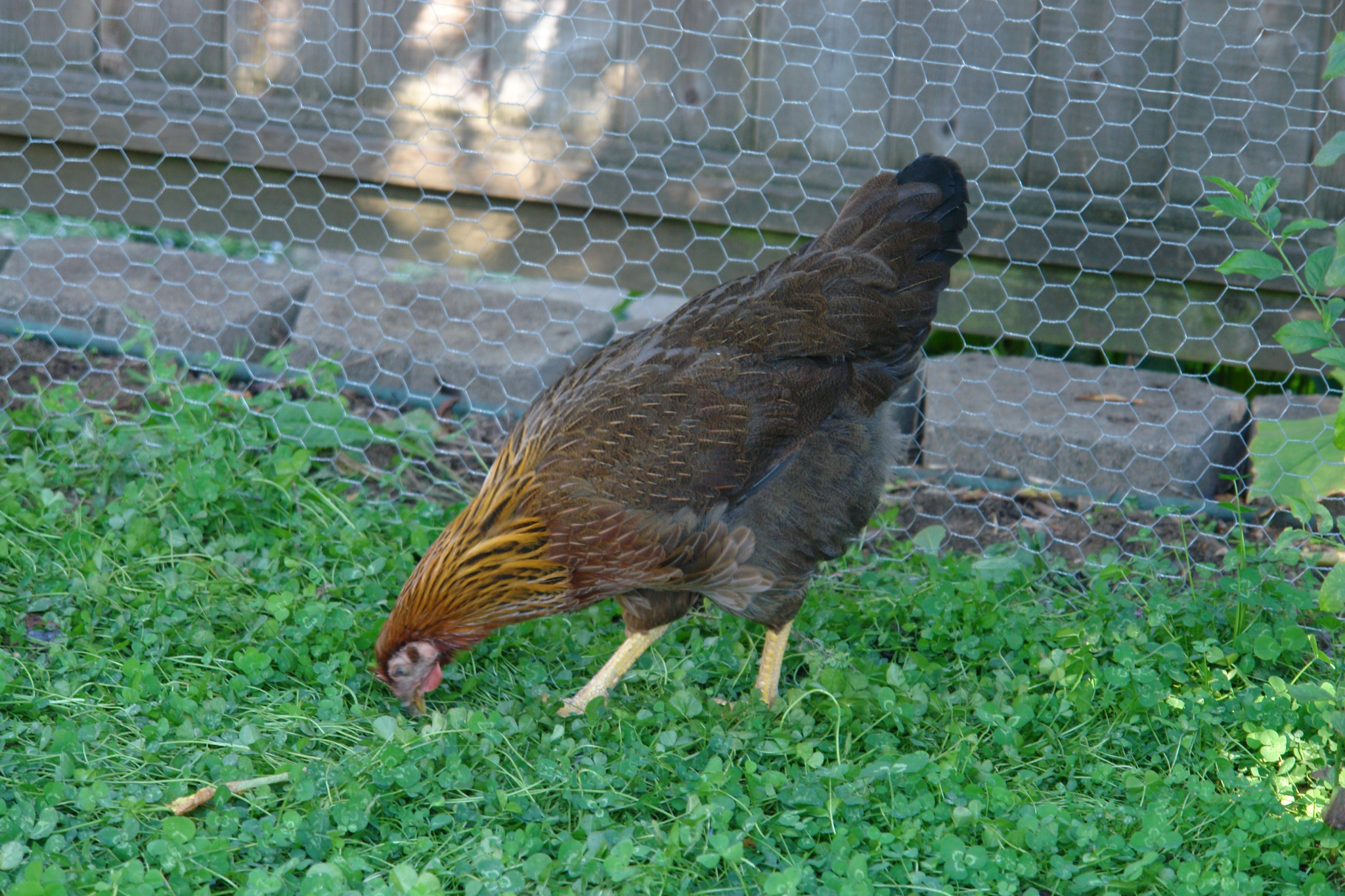
Poule Welsumer

## Races naines

### EuropeetÉtats-Unis
- Leghorn
- Padoue

### Allemagne
- Barbu de Thuringe
- Bielefelder
- Chanteur des montagnes "Bergische kraher"
- Cou-nu
- Poule de Dresde
- Poule de Hambourg
- Langshan allemande
- Mouette de la Frise orientale
- Poule naine allemande
- Poule du Reich
- Poule rhénane
- Sundeimer
- Vorwerk
- Welsumer

### Autriche
- Altsteirer (forme naine fixée en Allemagne)
- Sulmtaler (forme naine fixée en Allemagne)

### Belgique
- Ardennaise avec et sans queue (race Franco-Belge)
- Barbue d'Anvers
- Barbue de Boitsfort
- Barbue d'Everberg
- Barbue de Grubbe
- Barbue d'Uccle
- Barbue de Watermael
- Bassette
- Belge naine
- Brabançonne (la forme naine a été fixée aux Pays-Bas)
- Braekel
- Combattant de Bruges
- Combattant de Liège
- Famennoise
- Fauve de Méhaigne
- Herve
- Naine de Tournaisis
- Naine de Waes

### Espagne
- Andalouse (forme naine fixée en Angleterre)
- Espagnole à face blanche (forme naine fixée en France)
- Minorque

### France
- Alsacienne (l')
- Ardennaise (l')
- Caumont
- Charollaise
- Combattant du Nord
- Coq de pêche du Limousin
- Cou nu du Forez
- Crèvecœur
- Faverolles française
- Faverolles allemande
- Gasconne
- Gâtinaise
- Gournay
- Houdan
- Javanaise
- La Flèche (certaines variétés fixées en Allemagne)
- Lyonnaise
- Mantes
- Marans Œufs extra-roux
- Le Merlerault
- Meusienne
- Pavilly
- Pictave

### Italie
- Ancône (la forme naine a été fixée en Angleterre)

### Pays-Bas
- Barnevelder
- Naine hollandaise "Hollandskriel"
- Hollandaise huppée
- Lakenfelder ou Lakenvelder
- Sabelpoot
- Twente (Poule de) ou Kraienköppe

### République tchèque
- Tchèque

### Royaume-Uni
- Combattant Anglais type ancien
- Combattant Anglais type moderne
- Combattant indien
- Écossaise grise
- Java
- Marans type anglais
- Orpington (certaines variétés en Allemagne)
- Sebright
- Sussex

### Russie
- Orloff, nanifié en Allemagne

### Suisse
- Suisse

## Photos de quelques racesnaines

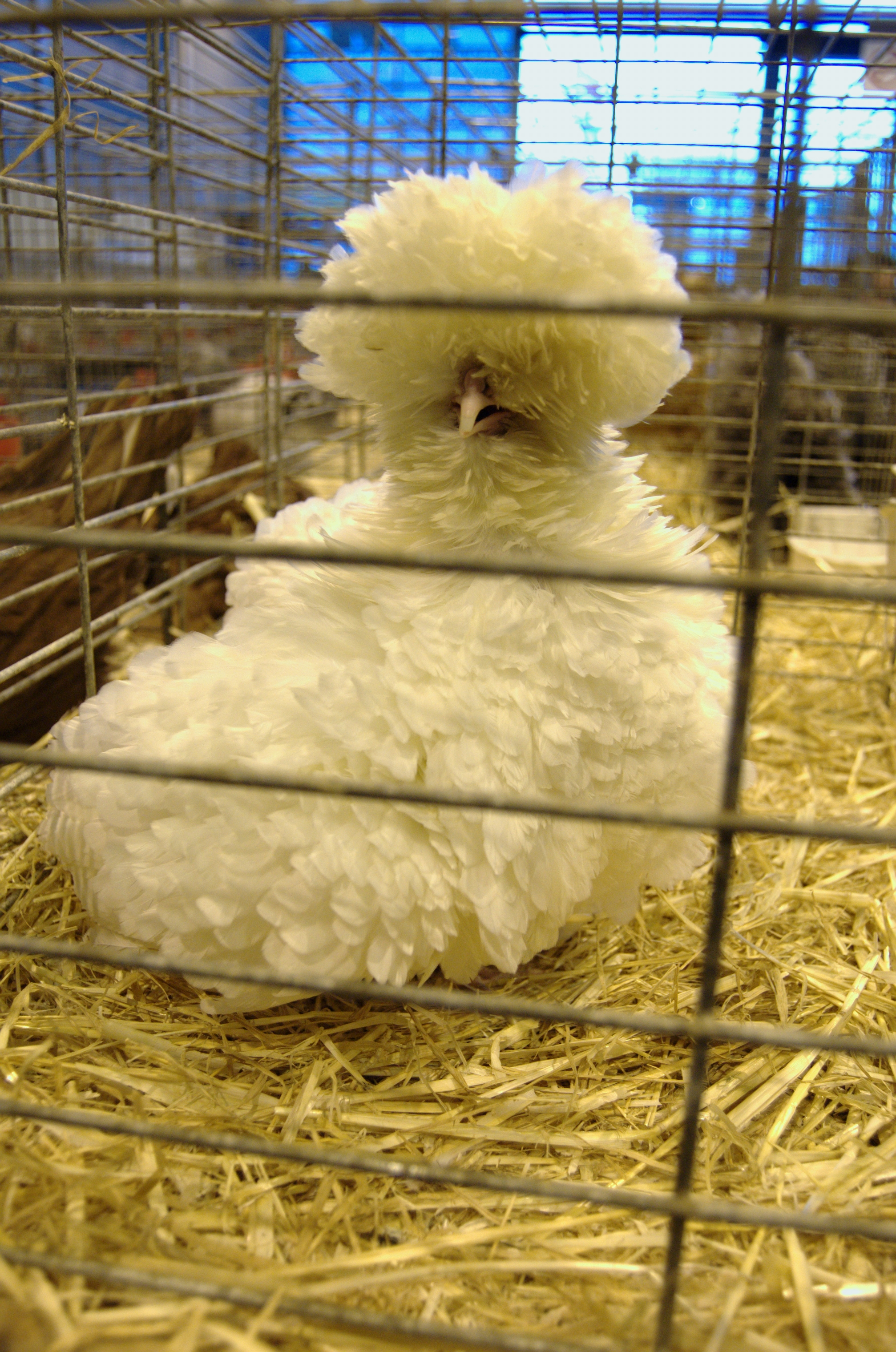
Padoue frisée blanche
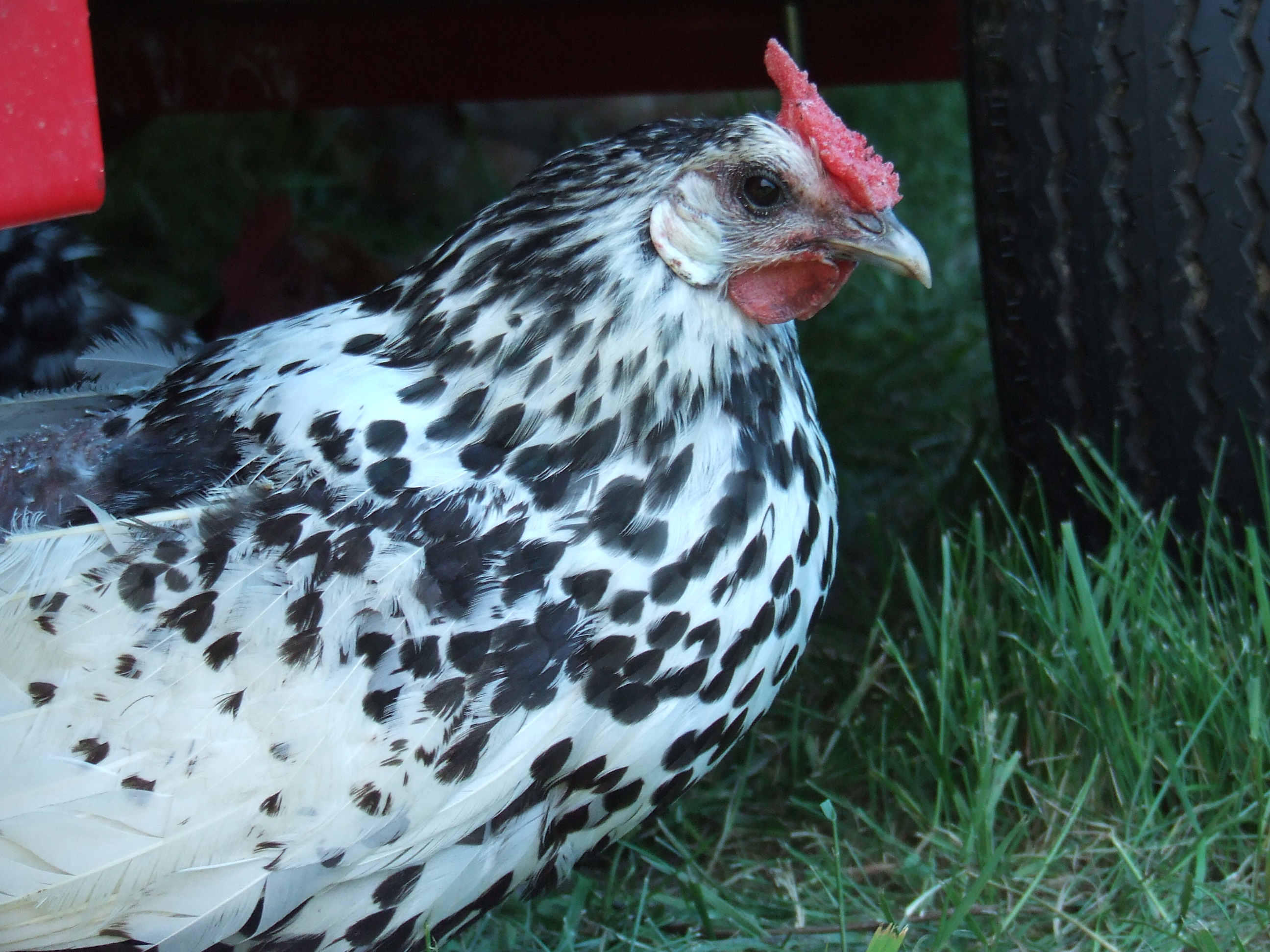
Poule hambourg argentée
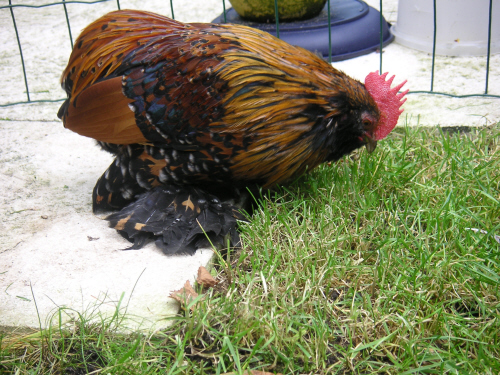
Coq barbu d'Everberg
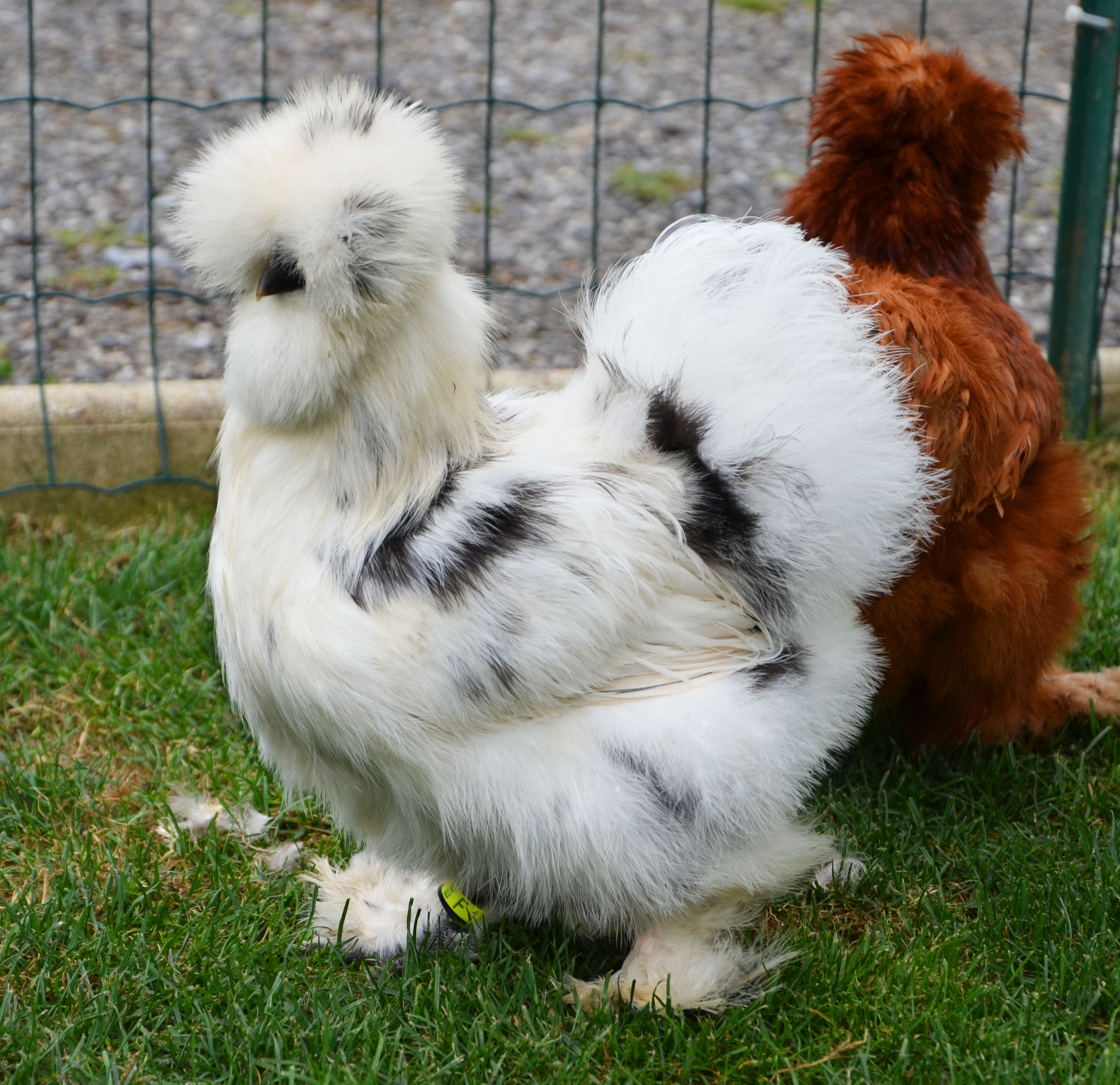
Poule Soie pie
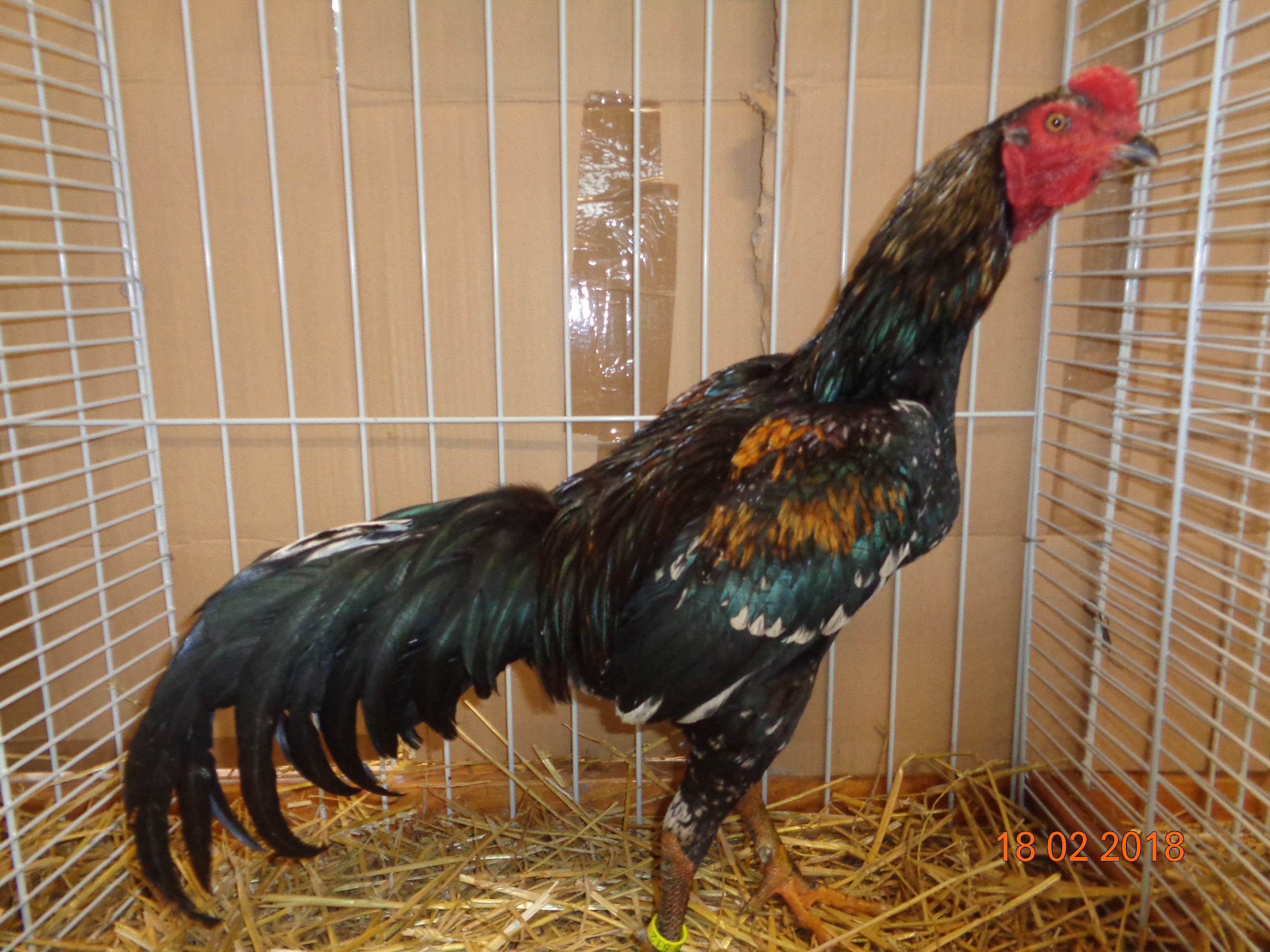
Coq combattant Asyl
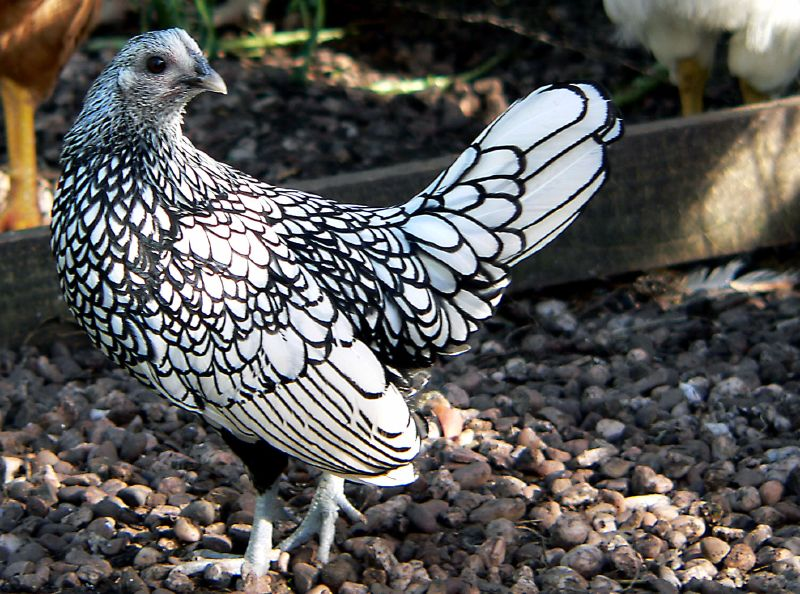
Poule sebright argentée
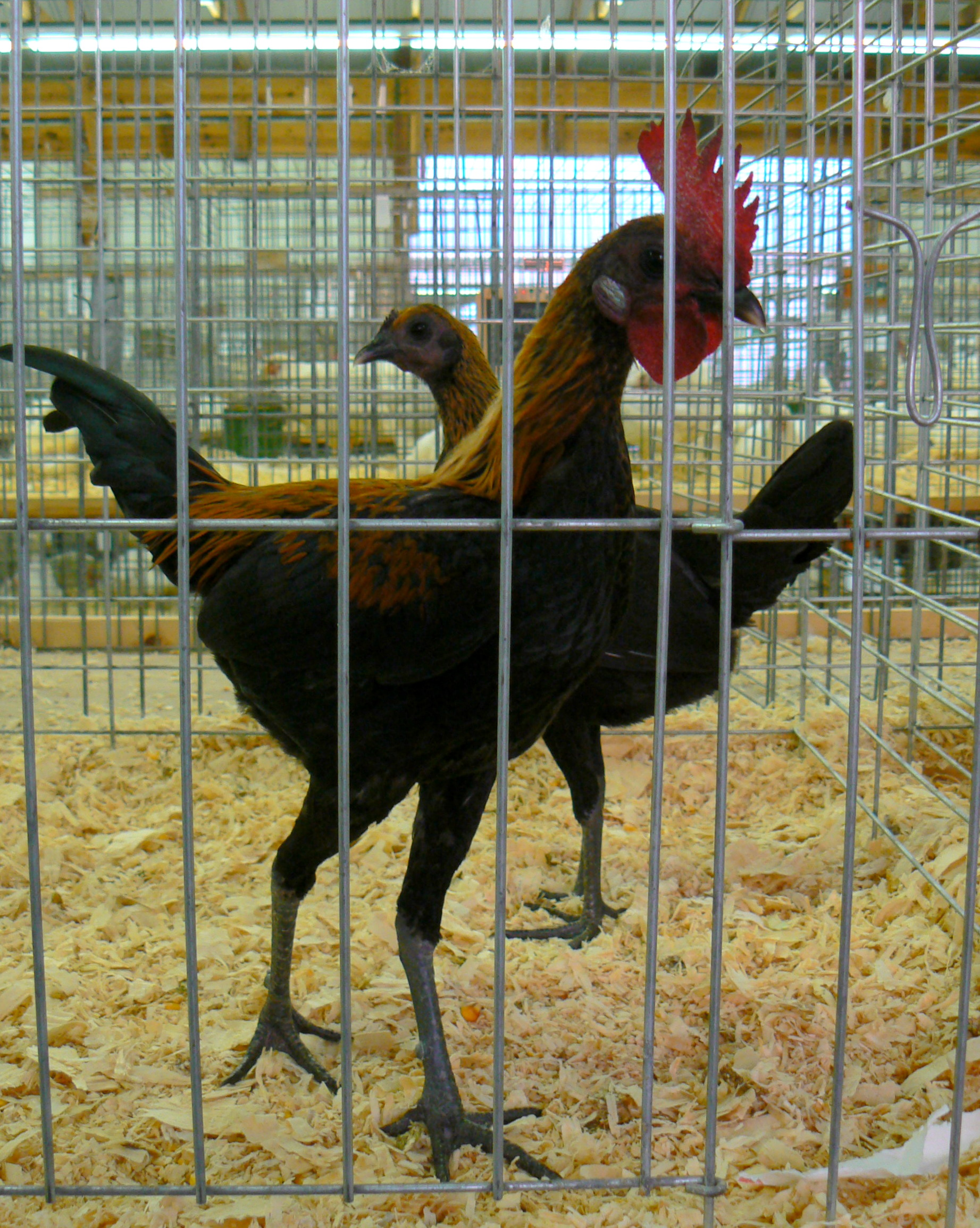
Combattant anglais nain type moderne
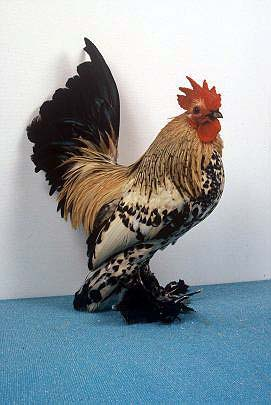
Coq sabelpoot
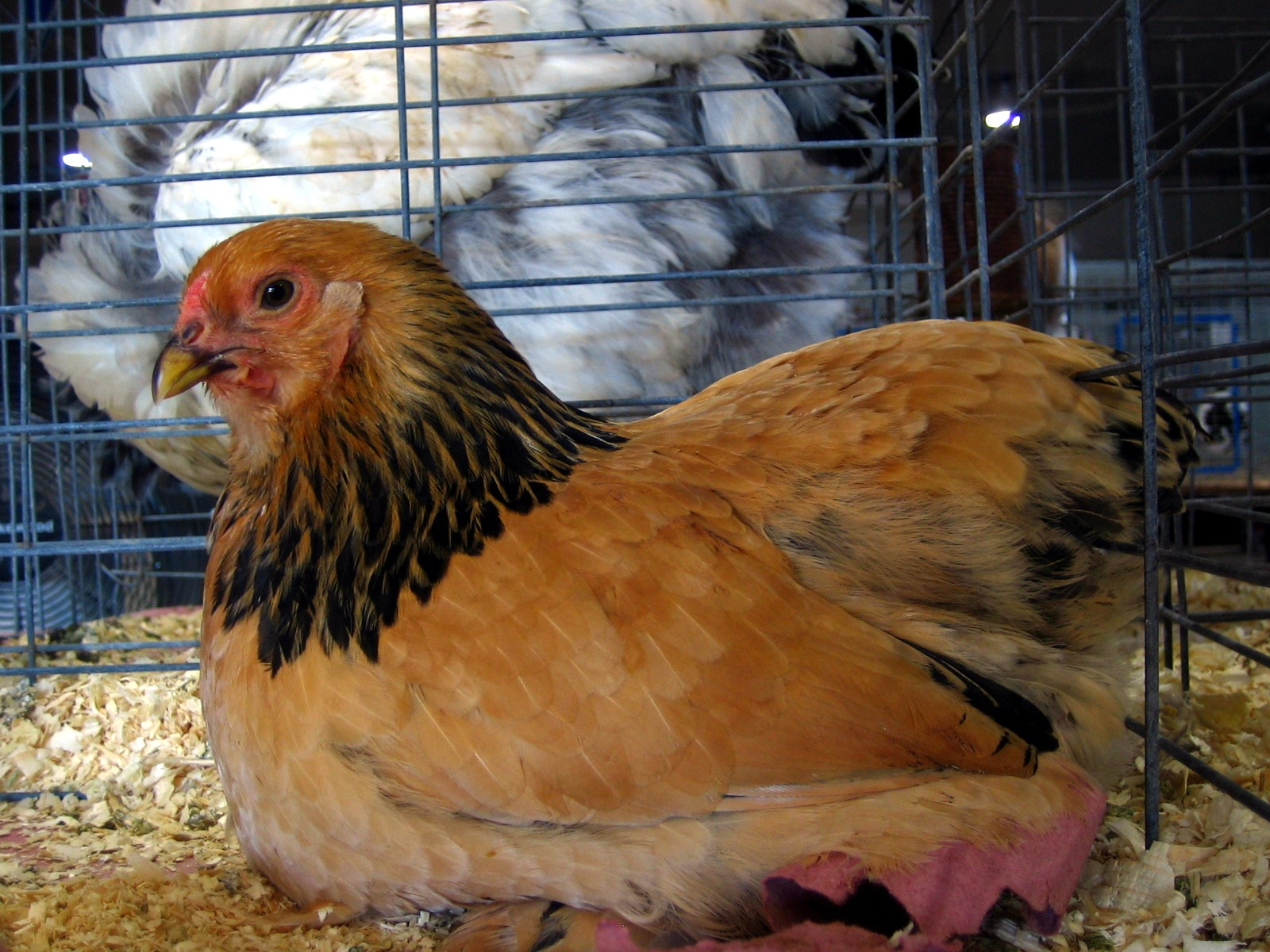
Poule brahma naine fauve herminée
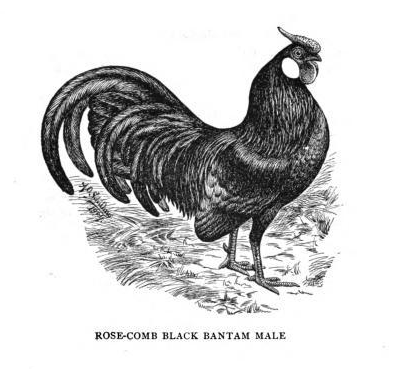
Illustration d'un coq java noir